# Zygodon pentastichus
Zygodon pentastichus là một loài Rêu trong họ Orthotrichaceae. Loài này được (Mont.) Müll. Hal. miêu tả khoa học đầu tiên năm 1849.